# Junkers Jumo 205
Junkers Jumo 205 byl nejslavnější ze série leteckých dieselových motorů. Šlo o první a ještě po více než půl století jediné úspěšné letecké dieselové motory. Původní verze Jumo 204 se do služby dostala v roce 1932. Pozdější motory tohoto typu zahrnovaly experimentální verze Jumo 206 a Jumo 208, dále verzi Jumo 207 vyrobenou v určitém počtu pro výškový průzkumný letoun Junkers Ju 86P a -R a pro létající člun Blohm & Voss BV 222 Wiking o rozpětí 46 metrů. Všechny tři varianty se lišily v uspořádání zdvihu, vývrtu a přeplňování. Ve třicátých letech a za druhé světové války bylo vyrobeno více než 900 ks těchto motorů.

## Použití
- Blohm & Voss BV 138
- Blohm & Voss Ha 139
- Blohm & Voss BV 222
- Dornier Do 18
- Dornier Do 24  (prototypy V1 a V2)
- Dornier Do 26
- Junkers Ju 86

## Specifikace (Jumo 205D)

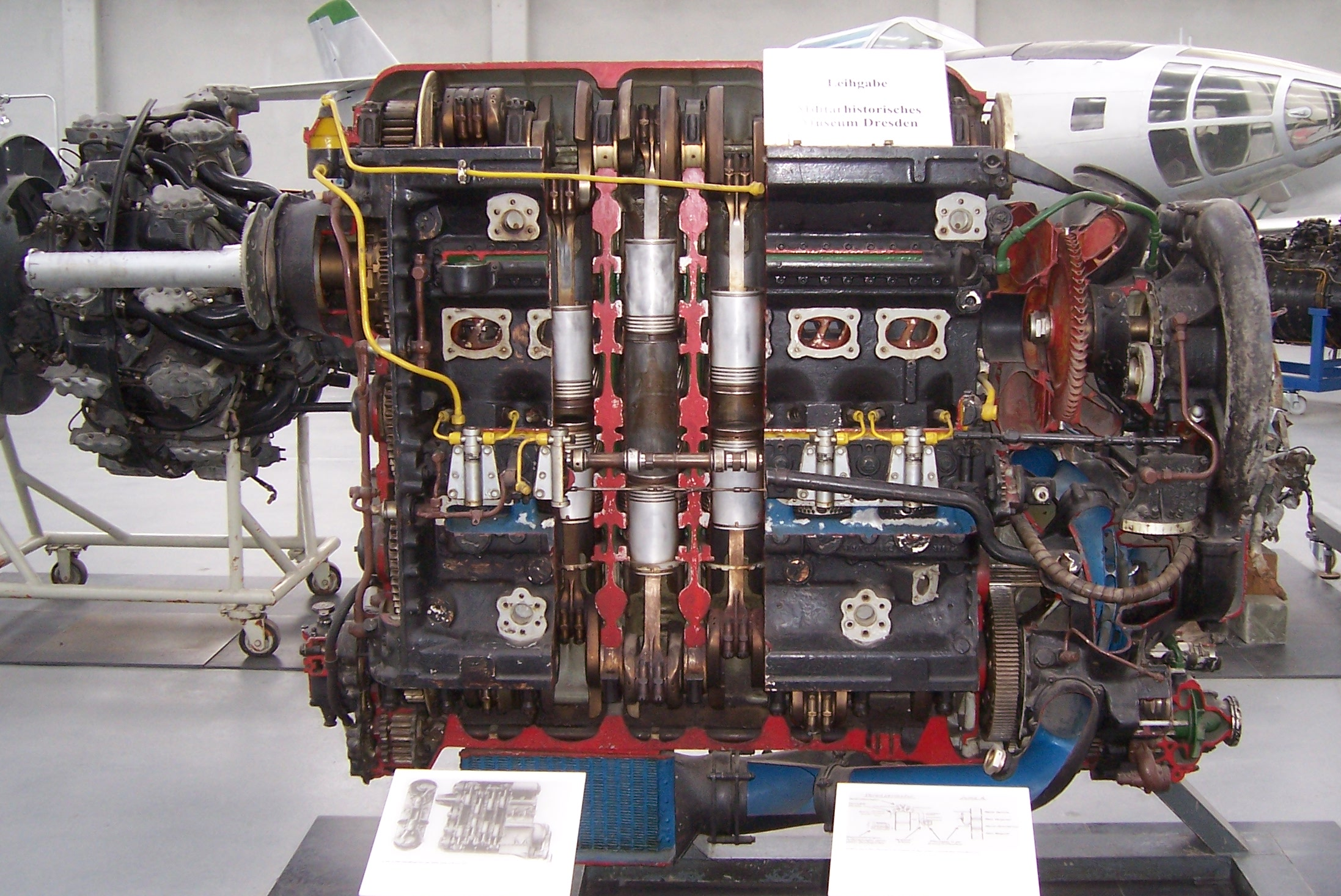
Jumo 207

### Technické údaje
- Typ: Kapalinou chlazený, letadlový dvoudobý vznětový šestiválec s dvanácti protiběžnými písty
- Vrtání: 105 mm
- Zdvih: 160 mm
- Zdvihový objem: 16,63 litru
- Délka: 1 934 mm (76.5 in)
- Šířka: 547 mm
- Výška: 1 325 mm
- Hmotnost suchého motoru: 595 kg

### Součásti
- Přeplňování:
- Palivová soustava: Přímé vstřikování dvěma vstřikovacími tryskami a dvěma vstřikovacími pumpami na válec, vstřikovací tlak vyšší než 50 MPa
- Mazací soustava:
- Chladicí soustava: Chlazení vodou

### Výkony
- Max. výkon: 880 PS (868 hp, 647 kW) při 2 800 ot./min (vzletový výkon)
- Měrný výkon: 39.0 kW/L
- Kompresní poměr: 17:1
- Poměr výkon/hmotnost: 1.09 kW/kg